# The Cacti of Arizona
The Cacti of Arizona (abreviado Cacti Ariz.) es un libro con ilustraciones y descripciones botánicas que fue escrito por el botánico estadounidense; Lyman David Benson y publicado en el año 1940, con una segunda edición en 1950 y una tercera en 1969.